# ذا لندن غازيت
ذا لندن غازيت (بالإنجليزية: The London Gazette)‏ هي واحدة من أشهر الصحف التي تصدرها الحكومة البريطانية، تعتبر هذه الصحيفة الأقدم في المملكة المتحدة وقد صدر أول عدد لها في 7 نوفمبر 1665 ولا زالت تطرح هذه الصحيفة أعدادها بالطراز القديم.